# 五月一日运动
五月一日运动是菲律宾的一个工会联合会。该组织成立于1980年5月1日。
该组织是新爱国联盟（菲律宾共产党的合法外围组织）的成员，声称支持民族民主斗争，特别是终结美帝国主义在菲律宾的存在。该组织的总部位于奎松市。该组织还是国际工会联合会、世界工会联合会、国际金属工人联合会和人民斗争国际联盟的成员。